# مایکل ولفسان
 مایکل ولفسان (انگلیسی: Michael Woolfson؛ زاده ۹ ژانویهٔ ۱۹۲۷) یک فیزیک‌دان اهل بریتانیا است.